# Lygisaurus tanneri
Espèce
Synonymes
- Carlia tanneri (Ingram & Covacevich, 1988)

Lygisaurus tanneri est une espèce de sauriens de la famille des Scincidae.

## Répartition
Cette espèce est endémique du Queensland en Australie.

## Étymologie
Cette espèce est nommée en l'honneur de Charles Tanner (1911-1996).

## Publication originale
- Ingram & Covacevich, 1988 : Revision of the genus Lygisaurus de Vis (Scincidae: Reptilia) in Australia. Memoirs of the Queensland Museum, vol. 25, no 2, p. 335-354 (texte intégral).